# Antonia Urrejola
Antonia Urrejola Noguera (Santiago, 13 novembre 1968) è un'avvocata e politica cilena, indipendente vicina al Partito Socialista (PS) e Ministro degli Affari Esteri del Cile dal marzo 2022 al marzo 2023 nel governo di Gabriel Boric. Dal 2018 al 2021 è stata eletta dall'Organizzazione degli Stati Americani (OAS) per integrare la Commissione Inter-Americana sui Diritti Umani (IACHR). Dal 2021 è presidente della Commissione, guidando un team composto esclusivamente da donne.

## Biografia
Nata nel 1968 a Santiago del Cile, figlia dell'economista, archeologo e professore all'Istituto Pedagogico Carlos Urrejola Dittborn e della professoressa María Inés Noguera Echenique. Attraverso la madre discende dai presidenti del Cile Francisco Antonio Pinto e José Joaquín Prieto Vial.
Ha completato gli studi primari e secondari presso il Saint George's College nel comune di Vitacura  e si è laureata in giurisprudenza presso l'Università del Cile. Ha poi conseguito un diploma post-laurea in diritti umani e giustizia di transizione.